# Peshtera Glacier
Peshtera Glacier är en glaciär i Antarktis. Den ligger i Sydshetlandsöarna. Argentina, Chile och Storbritannien gör anspråk på området. Peshtera Glacier ligger 295 meter över havet.
Terrängen runt Peshtera Glacier är varierad. Havet är nära Peshtera Glacier åt sydväst. Trakten är glest befolkad. Närmaste befolkade plats är St. Kliment Ohridski Base, 8,6 kilometer norr om Peshtera Glacier. 